# Longás
Longás é um município da Espanha na província de Saragoça, comunidade autónoma de Aragão. Tem 49,2 km² de área e em 2021 tinha 36 habitantes (densidade: 0,7 hab./km²).

## Demografia
| Variação demográfica do município entre 1991 e 2017 | Variação demográfica do município entre 1991 e 2017 | Variação demográfica do município entre 1991 e 2017 | Variação demográfica do município entre 1991 e 2017 | Variação demográfica do município entre 1991 e 2017 |
| --------------------------------------------------- | --------------------------------------------------- | --------------------------------------------------- | --------------------------------------------------- | --------------------------------------------------- |
| 1991                                                | 1996                                                | 2001                                                | 2004                                                | 2017                                                |
| 35                                                  | 42                                                  | 44                                                  | 53                                                  | 32                                                  |